# Edificio de los magistrados de Atenas
Edificio de los magistrados es el nombre que recibe un antiguo edificio del Ágora de Atenas (Grecia).
El edificio oficial se construyó en la época romana en el siglo I a. C.-siglo I d. C. Como su nombre indica, fue utilizado por diversos magistrados. Sin embargo, no se conoce con certeza la finalidad exacta del edificio; es posible que lo utilizaran magistrados como los «agoranomoi», que controlaban el mercado.
Estaba situado en la esquina suroeste de la zona del Ágora, al norte del extremo occidental de la Estoa media y al este del Tholos. Inmediatamente al norte se encontraba el llamado Templo del suroeste, construido por la misma época. El edificio oficial estaba hecho principalmente de piedra caliza. Constaba de cuatro salas. Una de ellas estaba bordeada de bancos y podría haber sido un comedor. Solo los cimientos del edificio han llegado hasta nuestros días.